# آنخل سانچز (بازیکن فوتبال، زاده ۱۹۹۷)
آنخل سانچز (انگلیسی: Ángel Sánchez؛ زادهٔ ۲۸ ژوئیهٔ ۱۹۹۷) بازیکن فوتبال اهل اسپانیا است.
از باشگاه‌هایی که در آن بازی کرده‌است می‌توان به باشگاه ورزشی رئال مایورکا اشاره کرد.